# Petrus Matthias Snickers

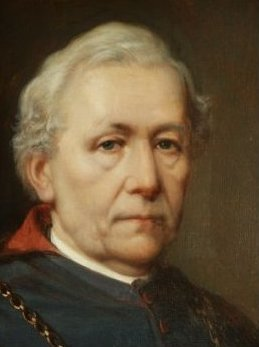
Petrus Matthias Snickers als Bischof von Haarlem

Petrus Matthias Snickers (* 11. April 1816 in Rotterdam; † 2. April 1895 in Utrecht) war ein niederländischer Geistlicher und römisch-katholischer Erzbischof von Utrecht.

Wappen

## Leben
Am 31. Juli 1877 wurde Snickers zum Bischof von Haarlem ernannt. Die Bischofsweihe erfolgte am 2. September 1877 in der Haarlemer Kathedrale; als Hauptkonsekrator fungierte Erzbischof Andreas Ignatius Schaepman, Primas der Niederlande. Mitkonsekrator war Erzbischof Henricus van Beek. Nach etwa sechs Jahren, am 3. April 1883, erfolgte die Ernennung zum Erzbischof von Utrecht. Insgesamt war Snickers 17 Jahre lang Bischof, bis zu seinem Tod am 2. April 1895.
Petrus Matthias Snickers starb neun Tage vor Vollendung seines 80. Lebensjahres.